# 聖博托爾夫教堂
聖博托爾夫教堂（英語：St Botolph's Church）是英國國教會在林肯郡波士頓的一座教區教堂。聖博托爾夫教堂以其的高塔著稱。聖博托爾夫教堂是英格蘭最大的教區教堂之一，教堂的高塔也是英格蘭最高的中世紀塔之一，高272英尺（83）。教堂所在的波士頓這一地名被認為可能來源於「博托爾夫之城」（Botolph's Town）。

## 外部連結
- Official website of the Parish of Boston （页面存档备份，存于）